# Cola natalensis
Cola natalensis är en malvaväxtart som beskrevs av Oliver. Cola natalensis ingår i släktet Cola och familjen malvaväxter. Inga underarter finns listade i Catalogue of Life.